# Tomada de decisão
Tomada de decisão é um processo cognitivo que resulta na seleção de uma opção entre várias alternativas. É amplamente utilizada para incluir preferência, inferência, classificação e julgamento, quer consciente ou inconsciente.  Existem duas principais teorias de tomada de decisão – teorias racionais e teorias não racionais – variando entre si num sem número de dimensões.
Teorias racionais são por excelência normativas, baseadas em conceitos de maximização e otimização, vendo o decisor como um ser de capacidades omniscientes e de consistência interna. Teorias não racionais, são por excelência descritivas, e têm em consideração as capacidades limitantes da mente humana em termos de conhecimento, memoria e tempo. Utilizam heurísticas como procedimento cognitivo, fornecendo uma estrutura mais realística dos processos de tomada de decisão.

## Teorias Racionais
As teorias racionais surgem em meados do século dezessete, quando os ideais de demonstração do conhecimento são substituídos pelo cálculo da probabilidade e pela matemática. O ser humano passa a ser visto como um ser racional, dotado de uma superinteligência e capacidade cognitiva ilimitada e coerente (unbounded rationality). Com base em ciências normativas, fundamentadas em normas e axiomas, as teorias racionais estão particularmente interessadas em explicar como as decisões devem idealmente ser tomadas, ou seja, pretendem explicar como o decisor (decision-maker) deverá processar uma decisão para que esta maximize os seus ganhos e minimize as suas perdas. Com uma componente prescritiva evidente, deseja determinar o que são bons julgamentos e decisões e, principalmente, como os reconhecer. 
A Teoria da Maximização, também designada Teoria da Utilidade Esperada (Expected Utility Theory), é uma das mais importantes teorias racionais. Uma premissa fundamental desta teoria é a ideia de que um decisor racional deve sempre maximizar os seus potenciais ganhos (utilidade) e minimizar as suas potenciais perdas (desutilidade) e que, de algum modo, as escolhas do decisor devem ser computorizadas e alocadas em forma de probabilidades.  
De uma forma prescritiva, as árvores de decisão foram propostas para que o decisor seja capaz de selecionar a melhor opção. Através de árvores de decisão, um decisor fica apto a computorizar a utilidade esperada (UE) para cada uma das alternativas, bastando para isso determinar todas as opções possíveis para uma determinada alternativa, e a probabilidade e a utilidade para cada uma das opções. A utilidade esperada para cada opção é calculada através da multiplicação da probabilidade com a respetiva utilidade. Todas as opções referentes a uma alternativa são somadas para obter o valor da UE. A alternativa com maior UE é a alternativa que maximiza os ganhos do decisor.

## Teorias Não Racionais
Por não exemplificarem, de maneira realista, os processos cognitivos de um decisor, as teorias racionais foram julgadas na segunda metade do século vinte, culminando com o aparecimento das chamadas teorias não racionais. Herbert Simon, propôs o que viria a ser uma das principais teorias não racionais – Teoria da Racionalidade Limitada (bounded rationality) – como uma alternativa ao modelo rígido de tomada de decisão proposto pelas teorias racionais.  
Segundo este conceito, o nosso raciocínio é limitado pela capacidade cognitiva da nossa mente. Sob um ponto de vista biológico e funcional, somos incapazes de encontrar e processar toda a informação inerente e necessária a uma tomada de decisão racional. Numa perspectiva mais natural e real, o decisor tem tempo, conhecimento e atenção limitados e por isso o processo cognitivo de procura de informação é muito escasso, influenciando grandemente as suas decisões.
Para além das limitações da mente humana, Simon acrescenta que as nossas decisões são fortemente influenciadas pelo ambiente que nos rodeia, o que chama de racionalidade ecológica (racionalidade que é definida pela sua integração com a realidade). Os processos cognitivos que utilizamos para resolver determinada decisão tem que ser coerentes com a estrutura do ambiente no qual a decisão está a ser tomada. É necessário haver um match entre a estrutura do ambiente e a escolha da heurística que se utiliza para resolver a incerteza da decisão. 
Heurísticas são processos cognitivos empregados em decisões não racionais, sendo definidas como estratégias que ignoram parte da informação com o objetivo de tornar a escolha mais fácil e rápida. Heurísticas Rápidas e Frugais (fast and frugal heuristics) correspondem a um conjunto de heurísticas propostas por Gigerenzer e que empregam tempo, conhecimento e computação mínimos para fazer escolhas adaptativas em ambientes reais. 

## Dois sistemas no cérebro

### Sistema 1
Refere-se ao sistema intuitivo, cujo processamento da informação é rápido, ou seja, automático e paralelo. É associativo, emotivo, controlado pelos hábitos e, por isso, difícil de controlar, depende do acesso a memórias de longo prazo, além de ser um sistema ambíguo.

### Sistema 2
Refere-se ao sistema deliberativo, cujo processamento da informação, ao contrário do sistema 1, é lento, ou seja, requer maior esforço e é voluntário, sequencial, monitorizado, monitoriza as decisões do sistema 1, sobrepondo-se a este, o que exige redução da consciência e maior gasto de energia e é baseado em regras.

### Contribuição dos dois sistemas no comportamento humano
A distinção entre o sistema intuitivo e o sistema deliberativo ajuda a explicar os diversos domínios tais como, a razão, a categorização, a tomada de decisão, julgamentos morais, resolução de problemas, entre outros.

No que refere às decisões intuitivas, estas exigem pouca reflexão, sendo baseadas em experiências passadas, bem como no pensamento hipotético, ou seja, modelos mentais ou simulações de futuras possibilidades.

Desde sempre que a sociedade tem tendência em promover a racionalização de decisões. Contudo, esta tendência de deliberação pode conduzir a piores decisões do que a intuição, uma vez que nesta última as opções disponíveis estão relacionadas com informação familiar, enquanto que a deliberação tem de ter em conta todos os cenários e resultados possíveis, algo que exige muito tempo e na vida real não temos, sendo, por isso, o pensamento racional limitado. Apesar disso, o sistema deliberativo é importante, na medida em que é necessário aprender por experiência como evitar desastres, embora seja impossível ser 100% racional em todos os pequenos aspetos do dia-a-dia, pois levaria a um imenso gasto de energia e, por conseguinte, à exaustão.

### Correlações neuronais
Em termos neuronais, o sistema intuitivo está correlacionado com os núcleos da base, amígdala, córtex temporal lateral. Por outro lado, o sistema deliberativo está correlacionado com o córtex cingulado anterior, córtex pré-frontal dorsolateral. De acordo com o Modelo Paralelo Competitivo de Evans ambos os sistemas 1 e 2 processam a informação em paralelo e qualquer conflito é resolvido após ambos os processos gerarem potenciais respostas e, neste caso, o cerebelo e o lobo frontal médio estão correlacionados com ambos. Damásio sugere que as emoções influenciam nas decisões de forma independente da razão, uma vez que emoções como a inveja e arrependimento, estão relacionadas com o pensamento deliberativo, enquanto que emoções como o medo e o desgosto são mais imediatos e automáticos. E, portanto, as decisões emotivas podem ser o resultado de um processo cognitivo ou um conjunto comum de processos. Daí que, não há um sistema específico relacionado com as emoções, pois ambos estão.

## Tomada de Decisão na Administração
Na administração, a tomada de decisão é o processo cognitivo pelo qual se escolhe um plano de ação dentre vários outros (baseados em variados cenários, ambientes, análises e fatores) para uma situação-problema. Todo processo decisório produz uma escolha final. A saída pode ser uma ação ou uma opinião de escolha. Ou seja, a tomada de decisão refere-se ao processo de escolher o caminho mais adequado à empresa, em uma determinada circunstância.
- Nível de importância dentro da organização:
  - Altamente importantes;
  - Importantes;
  - Medianamente importantes;
  - Pouco importantes;
  - Não importantes.

- Estruturação:
  - Estruturadas;
  - Não-estruturadas.

- Previsibilidade:
  - Rotineiras ou cíclicas;
  - Não rotineiras ou acíclicas;
  - Inéditas.

Qualquer decisão tomada na empresa, afetará ela no geral, por isso, tem que ser bem pensada a alternativa a ser escolhida, pois, deve-se pautar a tomada de decisão orientando-se e definindo caminhos a serem percorridos e pensar no que poderá ser afetado através desta decisão.
Tomar uma decisão é uma responsabilidade enorme, maior ainda para quem tem pouca experiência de trabalho. Existem pessoas que têm facilidade com o processo de tomada de decisão e outras que colocam uma importância que às vezes o problema não merece e acabam por fazer errado, ou criar problema maior.
Antes de tomar uma decisão deve ser feito todo um estudo, um processo de análise para tentar diminuir a chance de que a decisão  escolhida seja errada e acabe resultando em consequências negativas para a empresa.